# The Green Hornet 3D
The Green Hornet (tyt. oryg. The Green Hornet, 2011) – amerykańska komedia akcji w reżyserii Michela Gondry’ego, na podstawie komiksu Frana Strikera i George’a W. Trendle'a.

## Fabuła
Bohaterem filmu jest Britt Reid (Seth Rogen), wydawca „Daily Sentinel”, który jako zamaskowany Green Hornet wypowiada wojnę przestępcom. Pomaga mu mistrz wschodnich sztuk walki – Kato.

## Obsada
- Seth Rogen – Britt Reid / Green Hornet
- Jay Chou – Kato
- Cameron Diaz – Lenore Case
- Christoph Waltz – Bloodofsky
- Edward Furlong – Tupper
- Tom Wilkinson – Jack Reid
- Edward James Olmos – Michael Axford
- Robert Clotworthy
- David Harbour – Scanlon
- Jennifer Glasgow
- Joe O’Connor
- Anthony Martins
- Michael Holden – przedsiębiorca pogrzebowy
- Adam Dubowsky
- Gary Anderson